# Andrew Redmayne
Andrew James Redmayne  (Gosford, 13 de janeiro de 1989), é um futebolista australiano que atua como goleiro. Atualmente joga pelo Sydney FC.

## Carreira
Jogou futebol juvenil no Australian Institute of Sport Football Program antes de iniciar sua carreira profissional no Central Coast Mariners . Depois de se mudar para Brisbane Roar em 2010, Redmayne mudou-se para Melbourne Heart (agora City) em 2012. Em 2015, transferiu-se para Western Sydney Wanderers .

### Sydney FC
Em janeiro de 2017, Redmayne mudou-se para o Sydney FC . Com o goleiro titular Danny Vukovic fora do serviço internacional, Redmayne fez sua primeira aparição pelo Sky Blues contra o Perth Glory, mantendo uma folha limpa na vitória por 3-0.  Com a saída de Vukovic, Redmayne começou a pré-temporada como titular e titular em todas as partidas. Ele começou o primeiro jogo da temporada contra os rivais Melbourne Victory, ajudando a equipe a uma vitória por 1-0. Posteriormente, ele venceu o Campeonato da A-League com Sydney em 2019 e novamente em 2020. 

Ele estreou pela Austrália em 7 de junho de 2019 em um amistoso contra a Coreia do Sul, como titular. 
Na partida do play-off da Copa do Mundo da FIFA contra o Peru, saiu do banco aos 118 minutos na qual conseguiu salvar seu último chute na disputa de pênaltis e garantir a passagem da Austrália para a Copa do Mundo de 2022 . 